# 咪苯甲嗪酮
咪苯甲嗪酮（研发代号：CI-930）是一种含氮有机化合物，为咪苯嗪酮（伊马唑旦，imazodan）的甲基衍生物，化学式C14H14N4O，带有咪唑官能团。可作为磷酸二酯酶III（PDE3）的抑制药，对心脏有正性肌力作用，为强心类药物。